# Rhoda Williams
Rhoda Elaine[cita requerida] Williams (19 de julio de 1930-8 de marzo de 2006) fue una actriz estadounidense quién hizo la voz de Drizella Tremaine en Cenicienta de Walt Disney.

## Primeros años
Williams aprendió a leer a los tres años, y actuar en la radio era algo natural para ella. Pronto tuvo su propio programa semanal en KMPC, We Who Are Young.
Williams se graduó en la Escuela Preparatoria Hollywood a los 14 años, tras lo cual se licenció en artes escénicas en la Universidad de California.

## Inicios de radio 1937-1957
En 1949, Williams empezó a interpretar durante cinco años a Betty, la hija mayor de Robert Young, en el programa de radio de la NBC Papá lo sabe todo.

## Películas
Durante este periodo, también apareció en películas como National Velvet, Meet John Doe y That Hagen Girl.
En Cenicienta, de Walt Disney, puso voz a la hermanastra malvada, Drizella. Estudió en el Escuela Preparatoria Hollywood y se licenció con una licenciatura en letras en UCLA a los 18 años.

## Primeros años y televisión filmada
Con la llegada de la televisión, Williams se introdujo en el nuevo medio en los primeros programas en directo como Lights, Camera, Action! y Slice of Life y, con la llegada de la televisión cinematográfica, en Date With Judy, Chrysler Theatre, Laredo, The Big Valley, Run for Your Life, Dragnet, Ironside, Project UFO, Marcus Welby, M.D., Policewoman y Barnaby Jones. Apareció en Superior Court y General Hospital y puso voz a los alienígenas en Star Trek IV y Star Trek V.

## Locuciones
También se especializó en voces y dialectos y fue la "voz" de Brigitte Bardot en la versión estadounidense de The Night Heaven Fell, además de poner voz a un niño francés de 9 años en The Jayhawkers!. Volvió a Walt Disney Studios como voz y modelo de la madre y la hija adolescente de AudioAnimatronic en General Electric '"Carousel of Progress. en Disneyland. También hizo un trabajo de voz no acreditado para un episodio de The Twilight Zone, "Little Girl Lost".

## Estudios de postgrado y docencia
En 1968 empezó a estudiar un máster en la Universidad Estatal de California, Northridge. Mientras estudiaba, comenzó una segunda carrera como profesora de dialectos y oratoria. Primero en el Taller de Verano de Teatro para Adolescentes de CSUN, y después durante las sesiones regulares. También creó una filmina sobre "Medieval Theatre" que Oleson Films distribuyó en institutos y universidades de todo el país. En 1972 se licenció en Arte Dramático y continuó impartiendo clases en CSUN de forma intermitente. También fue profesora de voz y oratoria en el Actor's Workshop de Estelle Harman en Hollywood.

## Trabajo para el sindicato
Comenzó una larga asociación con diversas organizaciones cívicas y profesionales en 1959, cuando fue Presidenta de PTA de la Escuela Alexandria Avenue de Los Ángeles. Desde entonces, sin embargo, la mayor parte de sus actividades habían estado vinculadas a sus sindicatos, la Federación Americana de Artistas de Radio y Televisión (AFTRA), desde 1938, y el Sindicato de Actores de Cine (SAG), desde 1937. Mientras fue miembro de la Local de Los Ángeles, fue miembro de la Junta Local y Nacional, Presidenta del Comité Local de Educación. Copresidenta del Comité de Mujeres de Los Ángeles. Presidenta de la Región Occidental del Comité Nacional de Mujeres y miembro del Comité de Estudio de la Fusión AFTRA-SAG. También fue editora de la publicación local de Los Ángeles, DIALLOG, de 1974 a 1987.
De 1978 a 1981, fue Coordinadora de la Costa Oeste de un proyecto CETA para aumentar el empleo de los profesionales de las artes escénicas. De 1981 a 1982, fue Directora Ejecutiva Adjunta del Local de Los Ángeles de AFTRA. En enero de 1993, tras su traslado a Oregón, Williams fue elegida miembro de la Junta Local de Portland de AFTRA, donde fue Tesorera y Suplente de la Junta Nacional de AFTRA. Ella y su marido también fueron editores del boletín SAG/AFTRA Portland para AFTRA y SAG.
En Los Ángeles, fue Vicepresidenta y Secretaria de la Sección de Los Ángeles de la Coalición de Mujeres Sindicalistas (CLUW). También fue durante varios años miembro de la Junta Estatal de Salarios del Sector de la Radiodifusión y delegada de AFTRA en la Federación Sindical del Condado de Los Ángeles, AFL-CIO. Para la Federación Laboral del Estado de California, coordinó y dirigió el taller de técnicas de comunicación en las conferencias de la Federación "Mujeres en la fuerza laboral" desde 1977 hasta 1989. También ha enseñado técnicas de comunicación en la Escuela de Verano para Mujeres Sindicalistas de la Sección Occidental de la AFL-CIO.
De 1984 a 1992, fue Secretaria-Tesorera de la Asociación de Antiguos Alumnos de Teatro, Cine y Televisión de UCLA y fue uno de los miembros fundadores de dicha organización. También ha sido Secretaria del InterGuild Women's Caucus, organización de mujeres de los gremios y sindicatos de la industria del espectáculo, que le concedió su Distinguished Service Award. Fue miembro fundador del Consejo de Educación del Music Center de Los Ángeles, con especial interés en el programa Music Center on Tour; antiguo miembro del Consejo de las Artes de Glendale; miembro fundador de Pacific Pioneer Broadcasters; y miembro honorario de REPS (Radio Enthusiasts of Puget Sound) y de SPERDVAC (The Society for the Preservation of Radio Drama. Variety and Comedy).
Williams actuó en teatros locales de Eugene, Oregón. "Pirates" en el Lord Leebrick Theater (ahora Oregon Contemporary Theatre), y "70 Girls 70" en el Very Little Theater.

## Muerte
El 8 de marzo de 2006, Williams murió debido a un paro cardíaco en su casa en Eugene, Oregón a la edad de 75 años.[cita requerida]

## Filmografía parcial
- Stolen Heaven (1938) - Chica joven (sin acreditar)
- National Velvet (1944) - Alumna (sin acreditar)
- The Corn Is Green (1945) - Wylodine (sin acreditar)
- Our Vines Have Tender Grapes (1945) - Marguerite Larsen - Alumna (sin acreditar)
- That Hagen Girl (1947) - Estudiante de universidad (sin acreditar)
- Mr. Belvedere Goes to College (1949) - Chica de la hermandad (sin acreditar)
- House of Strangers (1949) - Mujer (sin acreditar)
- All the King's Men (1949) - Papel indeterminado (sin acreditar)
- Cinderella (1950) - Drizella (voz)
- A Woman of Distinction (1950) - Papel menor (sin acreditar)
- The Persuader (1957) - Nell Landis
- Space Master X-7 (1958) - Azafata Archer
- High School Hellcats (1958) - Trudy Davis
- The Heart Is a Rebel (1958) - Miss Canfield - Secretaria de Hal
- The Sergeant Was a Lady (1961) - Lt. Witt
- Critic's Choice (1963) - Telefonista (sin acreditar)
- Triangle (1970)